# ان‌جی‌سی ۲۳۸
ان‌جی‌سی ۲۳۸ (به انگلیسی: NGC 238) نام یک کهکشان مارپیچی در صورت فلکی سیمرغ است.